# インシャーアッラー
インシャーアッラー（アラビア語: إِنْ شَاءَ ٱللَّٰهُ, ʾin shāʾa-llāh, イン・シャーア・ッラー(フ)）とは、直訳で「もし神が望んだならば」というアラビア語表現。
イスラームの教義において将来・未来に関する発言に付け足すようにと定められている文言だが、アラブ系キリスト教徒らの間でも使われている。日本ではアラブ・イスラーム圏に駐在する日本人たちに引き継がれてきた「アラブのIBM」という言葉の「I」の部分に相当する慣用句としても知られている。

## 意味・発音・表記

### アラビア語

#### 語義
إِنْ شَاءَ ٱللَّٰهُ
- إِنْ（ʾin, イン）：【仮定・条件】もし～ならば
- شَاءَ（shāʾa, シャーア）：【動詞・完了形・3人称男性単数】（彼は）望んだ
- اَللَّٰهُ（ʾallāhu, アッラーフ）：【(固有)名詞・動詞の主語・主格】アッラーが、神が

【本来の意義】
和訳：もし神が望んだならば；～するといいな、～だといいな、願わくは；はい
英訳：If God wills/God willing；I hope / hopefully；Yes / Yeah right / gladly / willingly
【本来の意義に反するが日常生活で使われることがある文脈】
和訳：まあできれば…；たぶん、もしかしたら；難しいかもしれません、それはちょっと…、まあ無理かなとは思うけど（≒いいえ）；実現しないと思う、無理だよ
英訳：maybe；when hell freezes over / No way, that will ever happen
日本語では「もし神の思し召しがあれば」「神の思し召しのままに」「アッラーの御心ならば」「アッラーの御心のままに」といった訳が紹介されていることもある。イスラームの唯一神を「アラー」、「アラーの神」と表現することも多かった1980～1990年代頃までは「アラーのおぼしめし」「アラーのおぼしめしがあるなら」「アラーの神のおぼしめし」といった和訳になっている書籍等もしばしば見られ、西暦2000年以降も複数書籍での使用例が確認可能である。
なお「なるようになる」「神のみぞ知る」「何が起きるか分からないからあるがままに身を任せよう」「是非も無い、仕方が無い」「神様の言う通り」などは日常会話での意図とのずれがあり和訳としては不適切だと思われる。

#### 表記
正しくは إن شاء الله（母音記号あり：إِنْ شَاءَ ٱللَّٰهُ）だが、日常的に繰り返し用いられていること、文語と口語とで発音省略の有無や切れ目位置にずれが生じることからアラブ人ネイティブによる誤記がされやすい慣用句となっており、إنشاء الله、إنشالله、انشاللهといった口語的つづりをする人が非常に多いことで知られている。

#### 発音
文語非休止形発音：ʾin shāʾa-llāhu（イン・シャーア・ッラーフ）
文語休止形発音：ʾin shāʾa-llāh（イン・シャーア・ッラーフ）
簡略化文語・口語風発音：ʾin shāʾa-llā（イン・シャーア・ッラー）
口語発音(1)：ʾin shā ʾallā（イン・シャー・アッラー）
その他口語発音：インシャッラー、インシャッラ等
アラブ人の日常会話で通常用いられるのは「インシャーアッラー」という発音である。しかしながら口語（方言）では色々な部分の発音省略や長母音の短母音化が起こるため、インシャッラーなどとつまって聞こえることが多い。

### 日本語
このフレーズでは本来3語目の語頭の「ア」が発音省略されるため一気読みで「インシャーアッラー」と聞こえるものを「・」で区切ると「イン・シャーア・ッラー」となるが、口語式発音は「イン・シャー・アッラー」と区切られるなど一定ではない。
日本ではアラビア語文語文法において唯一神の名前「アッラー」の語頭が文中にある場合は発音が省略され「ッラー」になることが周知されていないこと、また口語ではそのルールが適用されない場合もあることなどから、日本語のカタカナ表記で「インシャーアッラー」のようなつなげ書きをしないケースでは「イン・シャーア・ッラー」ではなく「イン・シャー・アッラー」と区切られていることが多い。
また「・」を1語目と2語目の間に入れない「インシャー・アッラー」といったカタカナ表記も使われている。
アラビア語文語、アラビア語口語で揺れがあること、イスラーム教徒が使用する慣用句であることから各言語による発音の変化があるため、日本語のカタカナ表記ではインシャーッラー、インシャアッラーさらには促音「ッ」などを省いたインシャアラー、インシャラー、インシャラなど数々の表記が混在。インシュ・アッラー、インシュアッラー、インシュアラーなどと書かれていることもある。

## 由来

### イスラームにおける意義と宗教的根拠
アラブ諸国・イスラーム共同体内部では多用されるため全ての使用ケースが強い宗教色を帯びている訳ではないが、この慣用句自体はクルアーン（コーラン）を通じて神に命じられた文言であり、イスラーム法学者らが使用規定を定めている極めて宗教的な由来と意義を持つ。
イスラーム教において唯一神アッラーは全てを統べこの世で起きるあらゆる出来事を定めを取り計らう全智全能の存在だとされている。インシャーアッラーは「アッラーが望まなければ何事も起こらず、神の意思が人間らの意思に対し超越した存在である」という考えと結びついており、「自分はそうした神の偉大さを信じている」という信仰心から言い足すべき文言となっている。

#### クルアーン第18章『洞窟』
クルアーン（コーラン）の第18章『洞窟』第23-24節では
وَلَا تَقُولَنَّ لِشَا۟ىْءٍ إِنِّى فَاعِلٌۭ ذَٰلِكَ غَدًا
三田了一訳：何事でも，「わたしは明日それをするのです」と断言してはならない。
サイード佐藤訳：また、（自分がやろうと決めた）いかなることについても、「本当に私は、明日それをやろう」などと、決して言ってはならない。
إِلَّآ أَن يَشَآءَ ٱللَّهُ ۚ وَٱذْكُر رَّبَّكَ إِذَا نَسِيتَ وَقُلْ عَسَىٰٓ أَن يَهْدِيَنِ رَبِّى لِأَقْرَبَ مِنْ هَـٰذَا رَشَدًۭا
三田了一訳：「アッラーが御好みになられるなら。」 と付け加えずには。あなたが忘れた時は主を念じて，「わたしの主は，これよりも正しい道に近付くよう御導き下さるでしょう。」と言え。
サイード佐藤訳：但し、アッラーがお望みならば、（と言い添えるのであれば）別であるが。そして（その言葉を言うのを）忘れてしまったら、あなたの主を念じ、（こう）言うのだ。「我が主は私を、これよりももっと正しく導いて下さるだろう」。
として未来の行動について断定調で語ってはならないと命じられており、イスラーム教徒らが未来に関する発言で頻繁にインシャーアッラーと言い足す理由となっている。
これは日本に古くからあった言挙げ（自分の意志・予定をはっきりと言葉で明言すること）を避ける文化に通ずる由来であったとも言える。

#### クルアーン第37章『整列者』
また第37章『整列者』第102節ではイスマーイールと父イブラーヒームとの会話
فَلَمَّا بَلَغَ مَعَهُ ٱلسَّعْىَ قَالَ يَـٰبُنَىَّ إِنِّىٓ أَرَىٰ فِى ٱلْمَنَامِ أَنِّىٓ أَذْبَحُكَ فَٱنظُرْ مَاذَا تَرَىٰ ۚ قَالَ يَـٰٓأَبَتِ ٱفْعَلْ مَا تُؤْمَرُ ۖ سَتَجِدُنِىٓ إِن شَآءَ ٱللَّهُ مِنَ ٱلصَّـٰبِرِينَ
三田了一訳：（この子が）かれと共に働く年頃になった時，かれは言った。「息子よ，わたしはあなたを犠牲に捧げる夢を見ました。さあ，あなたはどう考えるのですか。」かれは（答えて）言った。 「父よ，あなたが命じられたようにして下さい。もしアッラーが御望みならば，わたしが耐え忍ぶことが御分りでしょう。」
サイード佐藤訳：こうして、彼（イスマーイール*）が彼（イブラーヒーム*）と共に働くようになるまで成長した時、彼（イブラーヒーム*）は言った。「息子よ、実に私は夢で、私がお前のことを屠るのを見る¹のだ。ならば、お前はどう思うか、考えてみるがよい」。彼（イスマーイール*）は言った。「お父さん、あなたが命じられることをして下さい。あなたはーーアッラー*がお望みならーー、私が忍耐*強い者であることを見出すでしょう」。
でもインシャーアッラー（إِنْ شَاءَ ٱللَّٰهُ, ʾin shāʾa-llāh, イン・シャーア・ッラー）という表現が使われており、イスラーム教徒が将来について語る場合にはこの文言を使えば良いことが改めて示されている。

### インシャーアッラーの文言と預言者ムハンマドへの啓示にまつわる逸話
未来に自分が行うつもりの言動についてインシャーアッラーを付すことの大切さは、上記のクルアーン（コーラン）の第18章『洞窟』第23-24節で語られている事項の背景となった出来事と結びついている。
ある時マッカ（メッカ）の多神教徒らが預言者ムハンマドにいくつかの質問をしたが、預言者は回答を約束した際に「もしアッラーがお望みならば」と言い足すのを忘れてしまい、その結果神が半月間啓示を下さなかったという。
これはイスラーム共同体ではインシャーアッラーを言わなかった場合の罰がいかなるものであるかを戒める逸話として知られ、宗教講話などでもしばしば紹介される内容となっている。

## 意味

### アラビア語辞典での定義
アラブ人向けの一般的な辞書では次のような定義がなされている。
- 将来何かすることを約束したり、物事が起こることを願ったりする時に言う言葉。

### 本来の使用シーン
アラブ諸国においてインシャーアッラー（إِنْ شَاءَ ٱللَّٰهُ, ʾin shāʾa-llāh, イン・シャーア・ッラー）は
- 未来に起こるかもしれないこと、自分のこれから先の予定などについて話す時に付け加える。唯一神アッラーが全てを定めるという定命を信じているがゆえにつけるべきではない例を除き一律で言っているものなので、敢えて毎回訳す必要が無い場合もある。（もしアッラーが望んだならば、もし神が望んだならば）
- 祈願文（～が◯◯しますように）でもこの慣用句を付け足す人も多く[10]、「～しますように、～でありますように」という訳をすべき場合もある。（～しますように、～でありますように、～だといいな、願わくは）
- 「はい（Yes）」の代わりの控えめ・丁寧な言い方「はい、そうだと思います」として肯定の返事とする。この用法では過去に完了した行為と結びつけ動詞完了形（過去形）と共に使い「はい、（ちゃんと）礼拝できていたと思います。」といった意味になることもある[11]。（はい、そうだと思います）

といった用途で用いられている。

### 実生活における慣用句としてしばしば見られる使用例
本来はその物事の実現の可能性の大小を表す、実行を安請け合いして約束する、「神が望んだらね。でも自分は知らないよ。」と茶を濁すための文言ではないが、中には
- 確実にやると決めていることについてはインシャーアッラーはつけず、実現の可能性が低めだと思っていることに関してインシャーアッラーをつける。（まあできれば…）
- 相手の誘い・要求・リクエストに対し実現する気が特に無いのに「たぶん（maybe）」という意味で「インシャーアッラー」と回答する。（たぶん、もしかしたら）
- 「いいえ（No）」と言うことを避けるための婉曲表現として使う。（難しいかもしれません、それはちょっと…、まあ無理かなとは思うけど）

といった本来の意義とは異なる使い方をしている人々が少なからずいるのも事実である。

### イスラーム共同体内、アラブ諸国における認識
これらはインシャーアッラーの誤用（abuse of Inshallah、misuse of saying Inshallah等）として問題視されており、非イスラーム教徒に悪い印象を与える原因になっているとも言われている。
また慣用句として定着しているため、イスラームに反した宗教的罪とされる行為の予定・意図に関して語る時にもインシャーアッラーが用いられることもあり、宗教家らが戒める使用例となっている。
こうした誤用については「非イスラーム教徒によるイスラーム文言の誤解」として批判を受けたりイスラーム専門家により「そのような用法は間違いである」と指摘されたりすることもあるが、イスラーム共同体内では実際にある慣用表現として認知されており、アラブ・イスラーム系メディアで取り上げられたり、アラビア語-英語辞書に載っていたりするのも事実である。

## インシャーアッラーと同等の表現
アラビア語圏ではインシャーアッラー（アラビア語: إِنْ شَاءَ ٱللَّٰهُ, ʾin shāʾa-llāh, イン・シャーア・ッラー）に置き換え可能な表現として以下の慣用句が用いられている。

### アッラーが望まれるならば
بِمَشِيئَةِ اللهِ
文語非休止形発音：bi-mashīʾati-llāhi（ビ・マシーアティ・ッラーヒ）
文語休止形発音：bi-mashīʾati-llāh（ビ・マシーアティ・ッラーフ）
簡略化文語・口語風発音：bi-mashīʾati-llā（ビ・マシーアティ・ッラー）
意味：アッラーのご意思によって（≒アッラーが望まれるならば）
- بِ（bi-, ビ）：【前置詞】～によって；～において
- مَشِيئَةِ（mashīʾati, マシーアティ）：【動名詞・属格】意思、望み（の；前置詞の後の～に相当）
- اَللَّٰهِ（ʾallāhi, アッラーヒ）：【(固有)名詞・属格】アッラーの、神の

仮定・条件の語＋動詞＋主語から成る「インシャーアッラー（イン・シャーア・ッラ）」のシャーア部分を動名詞「望むこと」に置き換えた表現。日常会話では「ビマシーアティッラー」と聞こえることが多い。

### アッラーの許しがあるならば
بِإِذْنِ اللهِ
文語非休止形発音：bi-ʾidhni-llāhi（ビ・イズニ・ッラーヒ）
文語休止形発音：bi-ʾidhni-llāh（ビ・イズニ・ッラーフ）
簡略化文語・口語風発音：bi-ʾidhni-llā（ビ・イズニ・ッラー）
意味：アッラーのお許しによって（≒アッラーがお許しになるならば）
- بِ（bi-, ビ）：【前置詞】～によって；～において
- إِذْنِ（ʾidhni, イズニ）：【動名詞・属格】許し、許可（の；前置詞の後の～に相当）
- اَللَّٰهِ（ʾallāhi, アッラーヒ）：【(固有)名詞・属格】アッラーの、神の

上の表現の動名詞「意思、望み」部分を別の動詞の動名詞「許し、許可」に置き換えたもの。日常会話では「ビイズニッラー」と聞こえることが多い。これもインシャーアッラー同様に「物事は全て唯一神アッラーの意思と許しによって起きる」という信仰心に結びついた慣用句となっている。

## その他の言語

### ペルシア語
ペルシア語では、元のアラビア語とほとんど同じ「ان‌شاءالله」であり、正式には「エン・シャー・アッラー」、 口語では「エシャーッラー」と発音される。

### トルコ語
トルコ語では、単語「İnşallah」が「もしも神が望み、承諾するのであれば」という文字通りの意味で用いられるが、皮肉な文脈でも用いられる。

### ウルドゥー語
ウルドゥー語では、「神の思し召しがあれば」を意味して用いられるが、上記のような皮肉な文脈で用いられることはほとんど無い。

### マルタ語
マルタ語には、似た表現として「jekk Alla jrid」（もし神がそれを望むならば）が存在する。マルタ語は、アラビア語シチリア方言、すなわち、9世紀末から12世紀末にかけて、シチリアと後にマルタで出来たアラビア語の方言に由来する。

### イベリア半島の言語
イベリア半島のスペイン語とポルトガル語では、話者の信仰に関係なく、「スペイン語: ojalá」と「ポルトガル語: oxalá」という表現が使われる。これらの単語はアラビア語アンダルシア方言における表現「law šá lláh」（もし神が望んだならば）より派生した。